# Lykkefanten
|  | Denne artikel er oprettet af botten PalnaBot ud fra en ekstern database. Den kan derfor have sproglige fejl eller mangler. Denne skabelon kan fjernes efter kontrol af indholdet. |

Lykkefanten er en børnefilm instrueret af Jesper W. Nielsen efter manuskript af Anker Li.

## Handling
Ida kaster sig i vandet, fordi hun ikke kan klare sit liv mere. Gud vil dog ikke lukke hende ind i Paradis, fordi hun er alt for ung, hun har slet ikke prøvet livet. Hun har ikke engang været forelsket. Men hun vil ikke leve, der er kun elendighed at komme tilbage til, synes hun. Vi får - i et flash-back- fortalt den historie, der fører frem til dette møde mellem Ida og Gud. Moderen og faderen er blevet skilt, og moderen er begyndt at drikke. Ida og hendes lillebror Skrubsak, må efterhånden passe sig selv. Ja, Ida må oven i købet passe moderens arbejde om natten. Men Ida drømmer stadig om den ferie, de tre skal på til Thailand - for kommer de på ferie, så vil alt blive godt.